# Московский легион

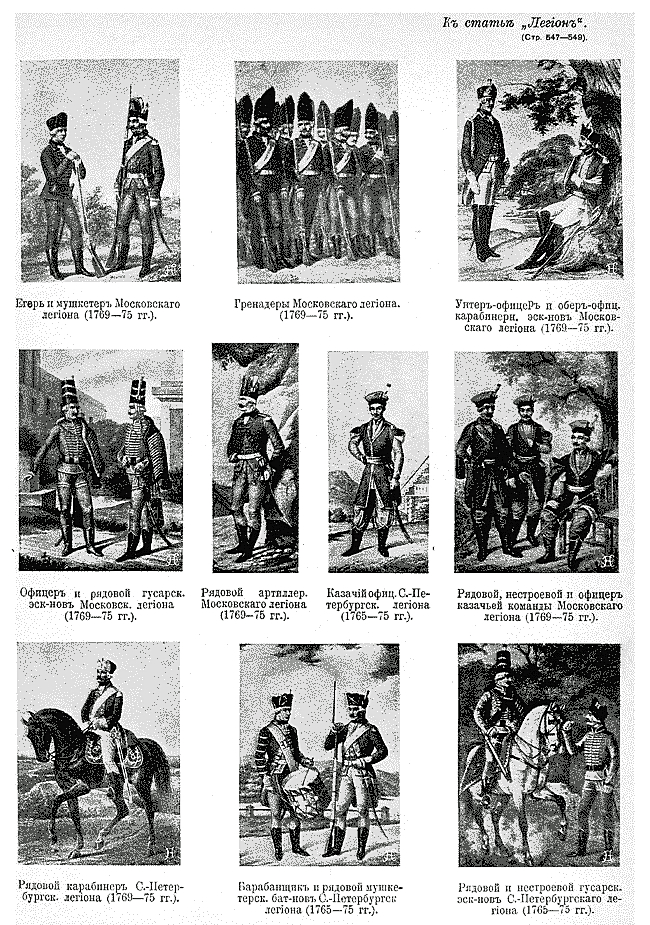
Московский легион
(рисунки из статьи «Легион»
«Военная энциклопедия Сытина»).

Московский легион — формирование Русской императорской армии.

## История
Легион сформирован указом Военной Коллегии 10 октября 1769 года, из одного гренадерского и трех мушкетёрских батальонов, четырех эскадронов карабинер, двух гусарских эскадронов и трёх команд — егерской, казачьей и артиллерийской.
В легионе было 4 батальона, 6 эскадронов, одна команда пехоты, одна казачья и одна артиллерийская, с 12-ю орудиями (8 пушек трехфунтовых, две пушки шестифунтовых и два единорога двенадцатифунтовых), общей численностью 5 777 нижних чинов.
На сформирование легиона были обращены прибывшие из Оренбурга три драгунских полка — Оренбургский, Уфимский и  Казанский — Грузинский гусарский (сформированный в 1741 году из выходцев из Грузии, грузинских князей и дворян), роты пехотных полков, находившихся в походе в Грузии и Имеретии (в бывшем отряде генерал-майора графа Тотлебена), с добавлением рекрутами, а также казачья команда из казаков Яицкого войска и гусарские эскадроны из вольных людей.
Легион участвовал в первой русско-турецкой войне в составе отряда, действовавшего на Кубани, под общим командованием генерал-майора графа И. Ф. де Медема.
По окончании войны, в 1775 году, легион был расформирован: все 4 батальона с егерской командой были обращены на формирование двух пехотных полков — Днепровского и Тульского, драгунские эскадроны на формирование Кинбурнского драгунского полка и гусарские эскадроны на формирование Белорусского гусарского полка. Казачья команда была присоединена к Моздокскому казачьему полку, основав станицу Наурскую.